# 清朝外交

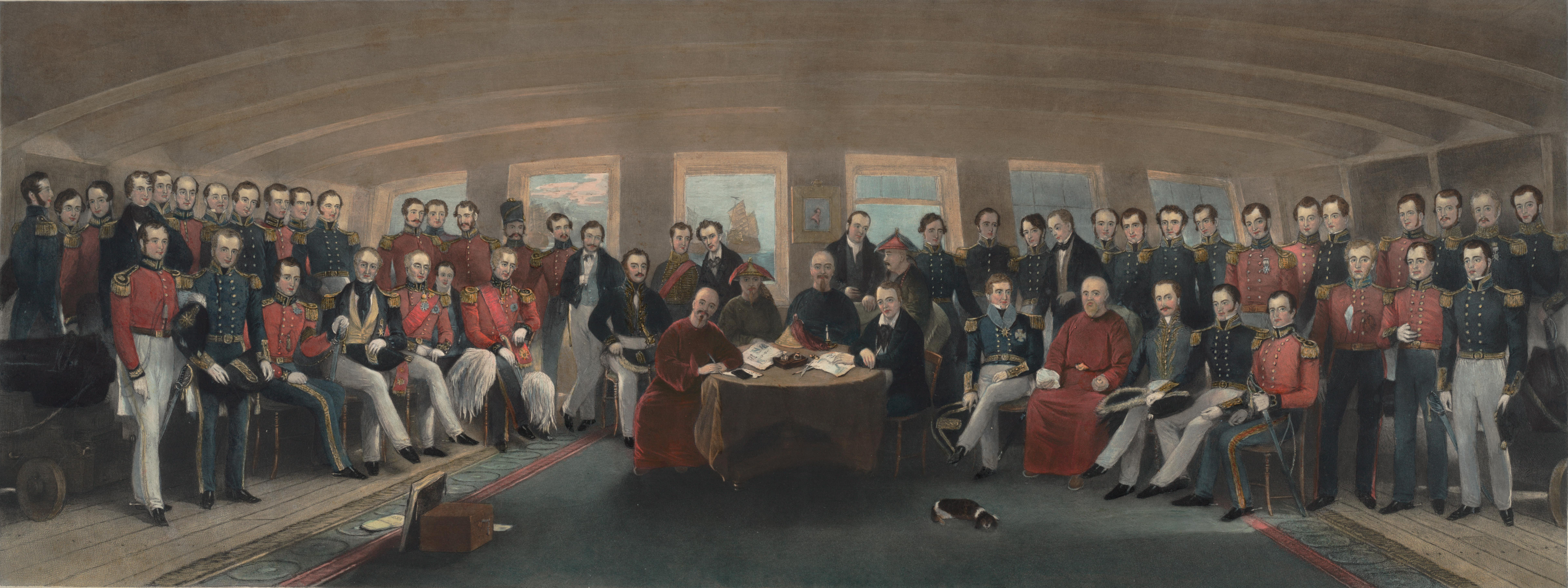
南京條約

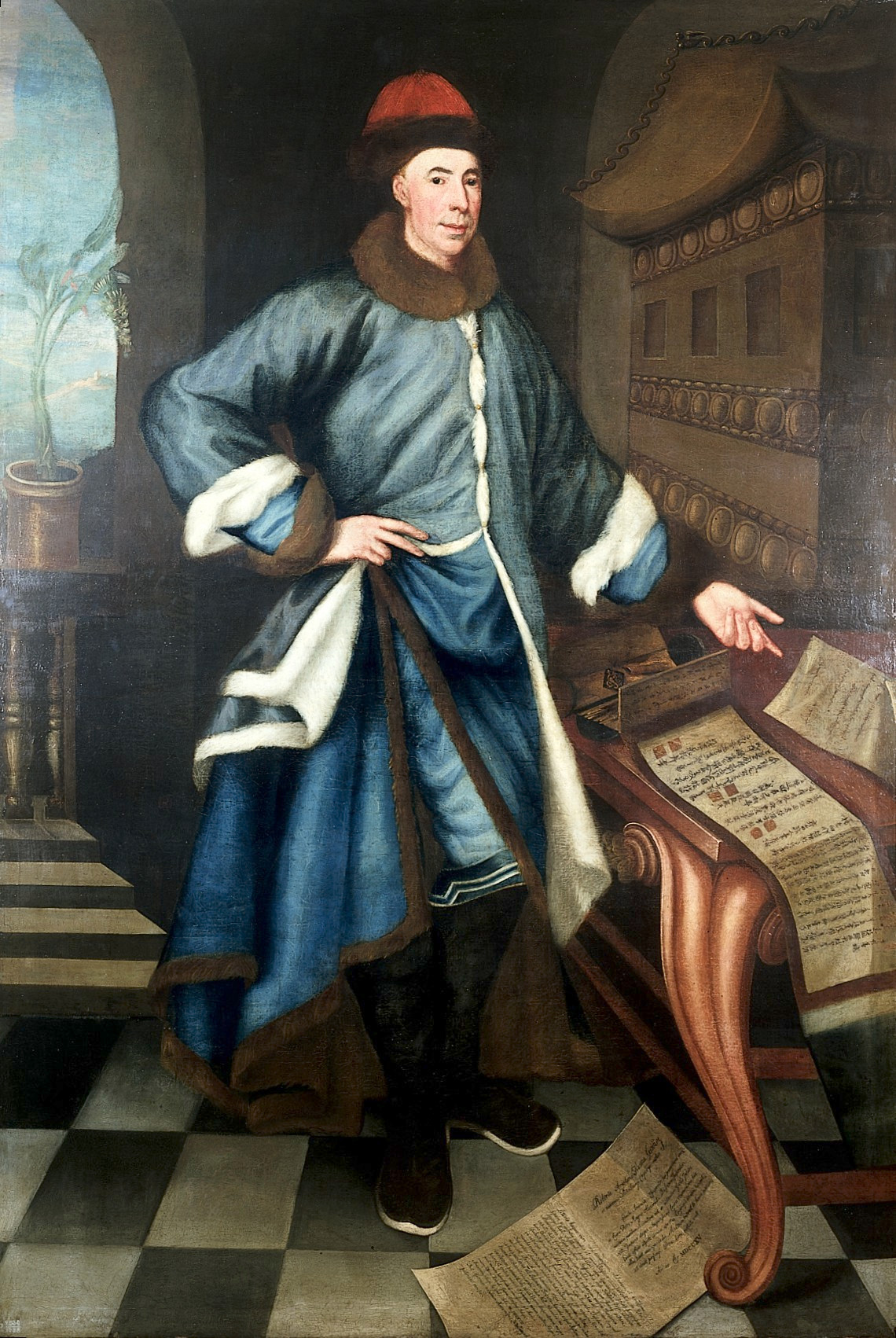
19世紀西方的清朝油畫

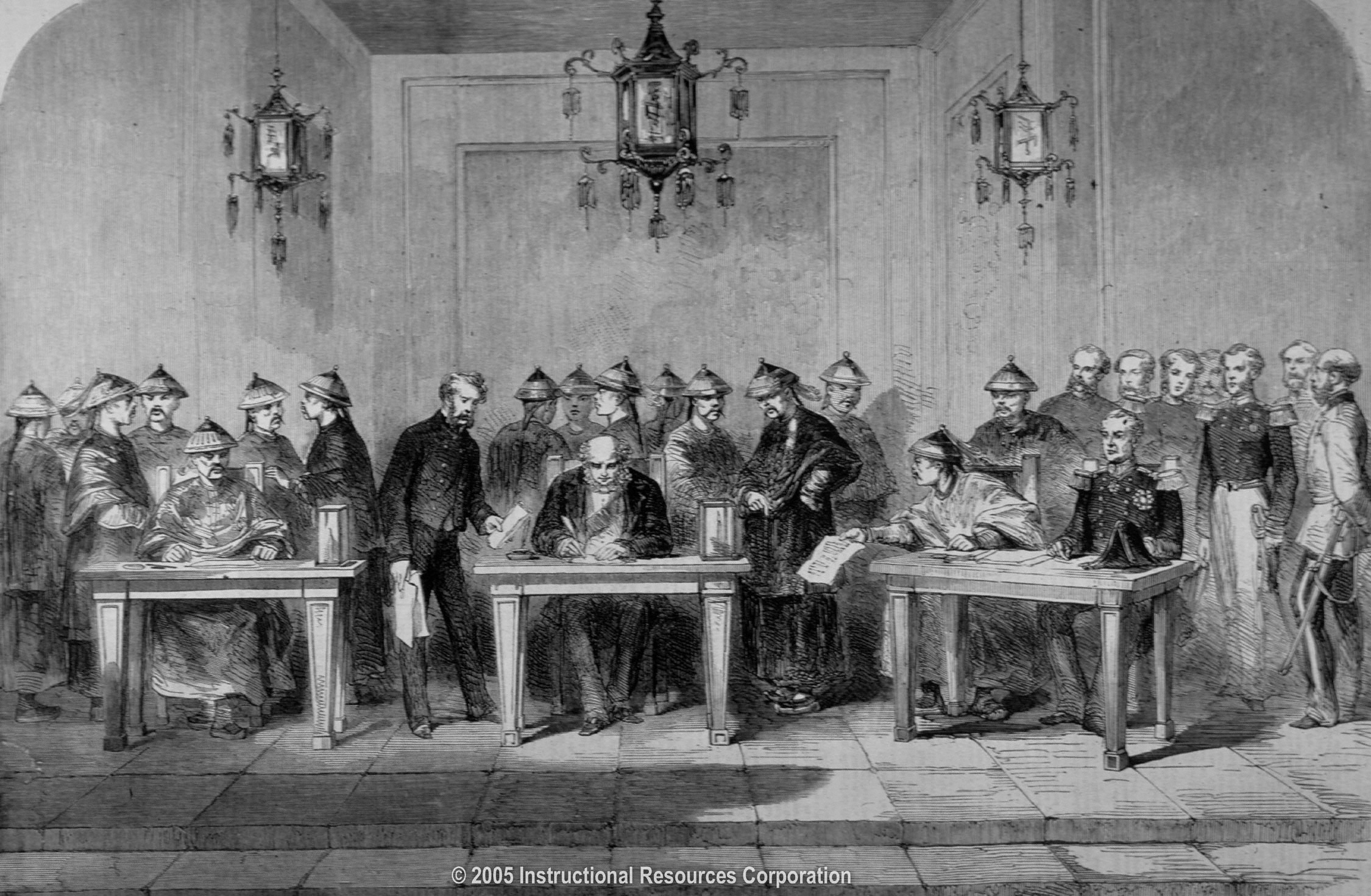
中俄天津條約

清朝初期，清朝政府与俄罗斯沙皇国政府签订了《尼布楚条约》，该条约中国称为平等条约，俄罗斯（含苏联时期）称为不平等条约（俄罗斯人认为《瑷珲条约》中收回了被中国人强占的失地）。俄国在清朝前中期被视为清朝唯一的“与国”（即平等国家）而进行平等外交。有人认为，这一条约象征着中国現代化外交的开始。不过直到总理衙门成立前，除俄国以外的国家都是以中國與藩属國交往的概念来处理与外国的事务，并且在交往中竭力要求外臣服貼（如要求英使马戛尔尼向乾隆帝下跪而不是單膝跪地），与现代意义上的外交并不相同。
随着清朝政府的管治失效，以及外国勢力的到來，內部的紛爭矛盾。以《南京条约》为开端，清朝开始与外国签署一系列的不平等条约。这些不平等条约，或要求割地，或要求赔款，使得清朝由一个主權强大的帝国逐漸變為了一个割讓、租借出若干小型殖民地的帝國。
清朝前前后后共和五十多个国家签订了近二百个条约。虽然其中有相当一部分是損失自身經濟、版圖利益的条约（如：《中英天津条约》、《展拓香港界址專條》），但也有国家強盛时與外國签订的条约（如：《中俄尼布楚条约》），乃至利于自身并从他国（主要是朝鲜王朝）获利的条约（如：《中朝商民水陸貿易章程》）。

## 朝廷政策

### 对明朝政策
清朝的实际奠基人努尔哈赤的祖父與父親在一次战斗中被平亂的明朝總兵誤殺后，明朝同意让努尔哈赤继承建州左卫都指挥使头衔。随后努尔哈赤开始了统一建州女真之战。他在很长时间内做出完全忠效于明朝的姿态，并且被明朝封为龙虎将军。但是随着他的成功他的野心也逐步增长，最终叛明并建國稱汗、征戰一生。经过数代人的努力及包括撫清之戰、萨尔浒之战、寧遠大捷、松錦之戰、入關戰爭在内的一系列战争，清朝最终灭亡明朝并控制中国全境。

### 禁海令
顺治三年（1646年）编制的《大清律》保留了《大明律》中有关“私出外境及违禁下海”的条文。
顺治四年（1647年）因广东平定颁发的“恩诏”中说：“广东近海，凡系漂洋私船，照旧严禁”。
顺治十年（1653年）的一份户部题本说：“自我朝鼎革以来，沿海一带，俱有严禁”。不过，当时的海禁的主要目的是防範台灣的明鄭勢力來襲。
顺治十二年（1655年）浙闽总督屯泰奏请“沿海省份，应立严禁，无许片帆入海，违者置重典。”目的是为了抵禦郑成功侵擾東南沿海。
顺治十三年（1656年）六月，清廷正式颁布“禁海令”，順治帝敕谕浙江、福建、广东、江南、山东、天津各地區督抚提镇曰：“严禁商民船只私自出海，有将一切粮食、货物等项与逆贼贸易者，……不论官民，俱行奏闻正法，货物入官，本犯家产尽给告发之人。该管地方文武各官不行盘诘擒辑，皆革职，从重治罪；地方保甲通同容隐，不行举首，皆论死。”然而，海禁实行五年仍未能止住沿海居民对郑成功反清力量的支持。
顺治十八年（1661年），清廷采纳了黄梧的“遷界令”，将東南沿海居民內遷三十至五十里，村社田宅悉皆焚弃。康熙年间早期也曾多次重申海禁政策。
康熙十五年（1676年），时任江苏巡抚的慕天颜在《请开海禁疏》也说：“记顺治六七年间，彼时禁令未设”。

### 禁烟令
- 1729年，雍正七年：禁鸦片贸易，违者有刑法：打一百军棍、戴枷囚禁三个月、流放新疆，甚至处死。
- 1815年，嘉庆二十年：禁鸦片。
- 1839年，道光十九年：虎门销烟。
- 1858年，咸丰八年：中英签署《中英天津条约》，其中规定：鸦片改称洋药，可自由买卖及进口。

### 通商口岸
《中英南京條約》中規定大清帝國開放五個通商口岸與英國進行自由貿易：廣州、廈門、福州、寧波、上海。此五口悉數位於長江口以南沿海地區。

### 最惠国待遇
1843年（道光二十三年）簽訂的南京條約續約內容包括片面最惠國待遇。片面最惠國即為外國人在中國单方面享有条约规定的優惠。

### 外国宗教
- 1811年：禁止基督教传教

## 對外關係

### 早期与俄国关系
《尼布楚条约》签订前，中俄双方对彼此的认识尚非常缺乏，从而导致沟通上的障碍，当时的俄国对清朝国力的认识相当粗浅，视中国为其向西伯利亚扩张所遇的诸多民族之一，在双方开始接触时，俄国竟然要清朝“归顺于我沙皇陛下最高统治之下，向我大君主纳贡”，要求中国承认其宗主国地位。同样，习惯以中国传统的“朝贡”、“藩属”模式处理对外事务的清朝也一度视俄国为北方新“胡”，仅视其为一支野蛮的远方部落，理所当然应该向天朝纳贡。中俄两国外交礼仪也矛盾重重，以此种彼此之认知作为两国外交的基础，自然不会产生什么实质性的外交。在雅克萨之战后，双方围绕根特木儿的归属及划界展开谈判，最终签订《尼布楚条约》。自条约签订后到雍正五年（1727年）这三十多年里，两国间虽仍纠纷不断，却从未发生大规模的军事直接对抗，反映出双方从单纯依靠军事手段转变为寻求外交途径来解决矛盾的一种趋势。1689年以后，两国以俄国元老院（清代稱“薩那特衙門”）与理藩院对等互通信函往来国书、咨文几无间断，面对面的谈判交涉异常频繁，雍正五年（1727年）双方签订的《恰克圖界約》便是其间具有里程碑意义的重大外交成果。雍正帝还于1731年派遣正式使团访问莫斯科，祝贺安娜女皇登基。

### 与朝鲜關係
朝鲜在清朝未入關前，是明朝藩屬國，明亡後，轉變为清朝属国，因滿族出身關外及剃髮易服政策之故，而朝鲜自诩为“小中华”，朝鮮對清朝的態度一度非常不友善。朝鮮人曾私下把清人叫做「夷虜」，把清朝皇帝叫做「胡皇」，若干朝鮮文人私下寫作時仍以崇禎年號紀年，曾以「大明天地」为格言，穿著明朝衣冠感到自豪，對於清朝下令漢族人剃髮易服的政策，而順從蠻夷衣冠之舉，顯出相當敵視。
然而，隨著清朝越來越強大，當進入18世紀時，清朝已排除了各種危機，成為相當強盛的帝國，這使朝鮮使臣對清朝的態度明顯改變。朝鮮人對清朝經過了由憎到愛的轉變過程，朝鮮使臣還公開倡導向清人學習。特别是朝鲜北學派主张积极学习中国和西方先进技术、文化，以达到强国富民的目的。
1882年，清朝与朝鲜王朝在天津签订《中朝商民水陆贸易章程》。双方一开始就确立了一个宗旨：朝鲜系中国属国，自主而非独立。朝方对此深表赞同。通过该条约，清政府再次确认朝鲜为其属邦，并在朝鲜取得领事裁判权、海关监管权等一系列权益，乃至朝鲜国王与北洋大臣被视为同级。不过章程的前言则说到：“惟此次所订水陆贸易章程，系中国优待属邦之意，不在各与国一体均沾之例”。此后清政府又与朝鲜签定了《仁川华商租界章程》等条约，在朝鲜取得了包括仁川、元山等处的租界在内的更多的权益（参见仁川清租界）。直到甲午战争爆发后朝鲜王朝正式结束与清朝的宗藩关系。

### 与日本关系
德川幕府統治下的日本自17世紀初以來一直處於鎖國的狀態中，採取較嚴格的排外態度。受鎖國政策及華夷之辨等因素影響，幕府官方最开始與清政府並無直接來往，民間交流亦非廣泛，僅是國與國之間存在些許商業貿易關係。幕府第四代将军德川家纲（1651年至1680年在位）时，开始与清朝进行文化交流。他与他以后的几代幕府将军都十分尊重中国，称其为“上国”。日本朝野對清朝康熙、乾隆兩帝相当崇敬，對康熙帝尤甚，尊之為“上國聖人”，对中国文化非常重视。康熙五十八年（公元1719年）順治時頒布的《六渝》，從琉球傳入日本。幕府八代將軍德川吉宗見了極其重視，命獲生祖來附以訓點、室塢巢譯成日文，以《六渝衍義》書名刊刻發行，很快流行全日本，甚至在明治維新前夕還再版發行。康熙的訓渝《十六條》，以《聖渝廣訓》書名刊行，天明八年（公元1788年）並附以雍正帝對十六條訓渝的敷衍釋文於書後，再次出版。稱該訓渝“實為萬世不易的金言”，對雍正帝亦稱為“希世仁君”。不过也有不同观点，如1732年日本江戶儒臣林春勝、林信篤著作《華夷變態》一書，序文中說「崇禎登天」之後，「大抵元氏雖入帝中國，天下猶未剃髮，今則四海之內，皆是胡服，中華文物蕩然無餘，先王法服，今盡為戲子軍玩笑之具……陷虜，唐魯才保南隅，韃虜橫行中原，是華變於夷之態也」，提出了華夷變態之說。
1871年，清朝与明治日本签订《中日修好條規》。这是双方的第一份正式条约，遵循了双方对等的原则，并建立外交关系。

### 清朝的藩属国

#### 东亚
东亚的属国有琉球和朝鮮王朝。1895年中日甲午战争后李氏朝鲜独立成為大韓帝國，大清帝國与朝鲜王國的宗藩关系结束。而琉球早在1879年为日本所吞并。清朝与琉球的宗藩关系遂告结束。

#### 东南亚
东南亚主要有越南、苏禄、缅甸、南掌、暹罗、兰芳共和国。

#### 中亚
中亚地区有哈萨克、浩罕、布哈拉、乾竺特、巴达克山。1876年，俄国吞并浩罕汗国，浩罕与清朝的宗藩关系不复存在。

#### 南亚
清朝中期，南亚的拉达克、哲孟雄、不丹等喜马拉雅山外附近幾国皆为清代西藏的藩属國。而尼泊尔，是清代的最后一个存在的宗藩國。

### 邦交國

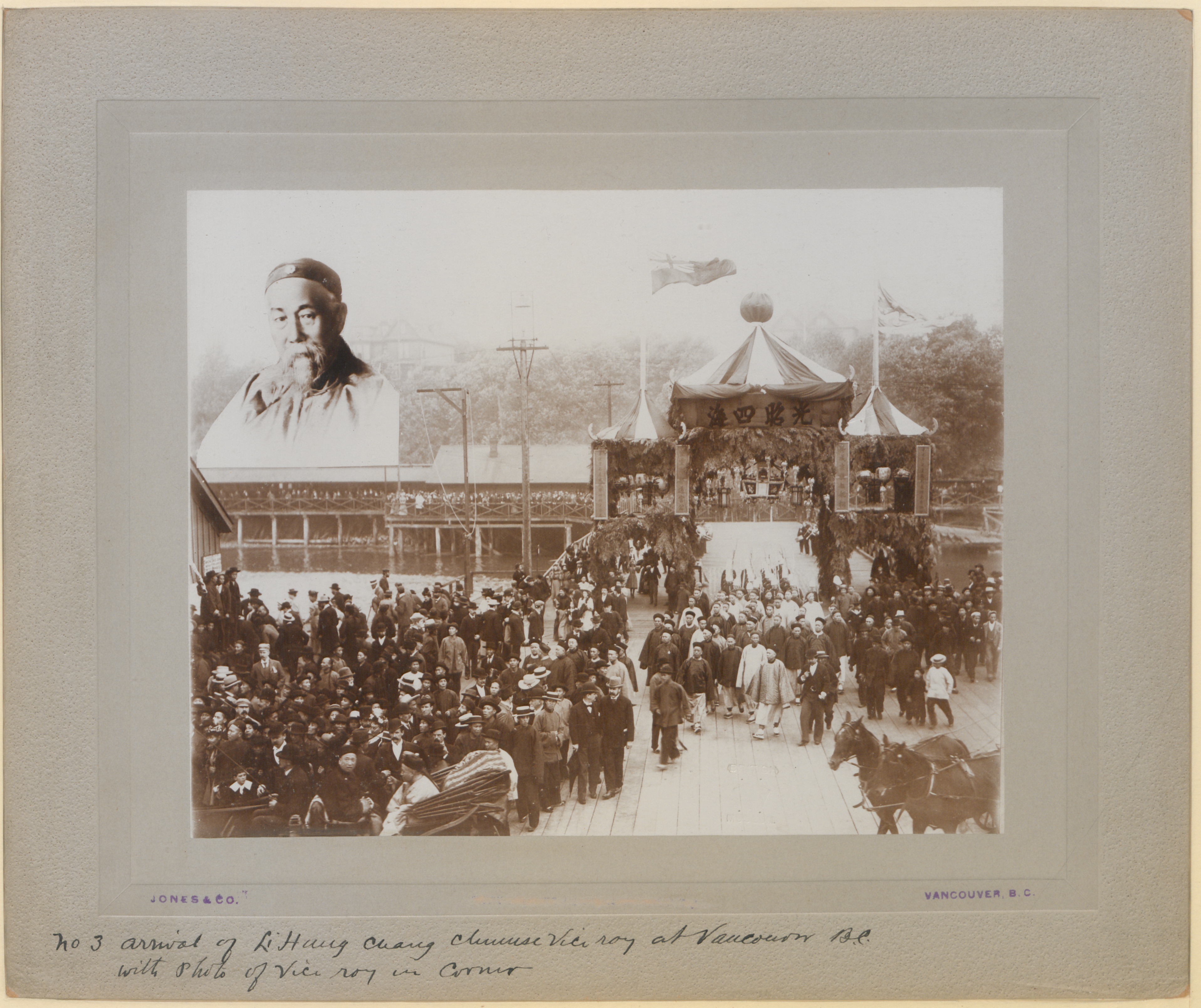
1896年，李鴻章出訪加拿大

清朝灭亡前夕，中國对外派駐使臣的国家共有十七個，分別是英國、荷蘭、美國、俄國、比利時、秘魯、法國、意大利、墨西哥、德國、葡萄牙、古巴、奧匈帝國、西班牙、日本、巴西、巴拿马。
参见北京中華書局所發行的《清季中外使領年表》一書，這裏節錄出任各國的第一任使臣：
- 清朝首任出使英國欽差大臣：郭嵩燾(光緒元年七月二十八日到任)
  - 中國駐英國大使列表

- 清朝首任出使俄國欽差大臣：崇厚 (光緒四年十二月三十一日到任)
  - 中國駐俄國大使列表

- 清朝首任出使法國欽差大臣：郭嵩燾(光緒四年五月六日到任)
  - 中國駐法國大使列表

- 清朝首任出使德國欽差大臣：劉錫鴻(光緒三年十一月十五日到任)
  - 中國駐德國大使列表

- 清朝首任出使奧國[11]欽差大臣：李鳳苞(光緒七年八月二十七日到任)
  - 中國駐奧地利大使列表

- 清朝首任出使荷蘭欽差大臣：李鳳苞(駐奧國兼駐荷蘭大使)
  - 中國駐荷蘭大使列表

- 清朝首任出使比利時欽差大臣：許景澄(光緒十一年十二月十六日到任)
  - 中國駐比利時大使列表

- 清朝首任出使意大利欽差大臣：李鳳苞(駐奧國兼駐荷蘭兼駐意大利大使)
  - 中國駐意大利大使列表

- 清朝首任出使葡萄牙欽差大臣：劉式訓(光緒三十一年九月十日日到任)
  - 中國駐葡萄牙大使列表

- 清朝首任出使西班牙欽差大臣：陳蘭彬(光緒元年十二月十一日日到任)
  - 中國駐西班牙大使列表

- 清朝首任出使美國欽差大臣：容閎(光緒元年十二月十一日到任)
  - 中國駐美國大使列表

- 清朝首任出使秘魯欽差大臣：陳蘭彬(駐西班牙兼駐秘魯大使)
  - 中國駐秘魯大使列表

- 清朝首任出使墨西哥欽差大臣：梁誠(光緒二十九年十一月八日到任)
  - 中國駐墨西哥大使列表

- 清朝首任出使古巴欽差大臣：梁誠(駐墨西哥兼駐古巴)
  - 中國駐古巴大使列表

- 清朝首任出使日本欽差大臣：何如璋(光緒二年九月三十日到任)
  - 中國駐日本大使列表

- 清朝首任出使巴拿马领事：欧阳庚(宣统二年四月一日到任)
  - 中國駐巴拿马大使列表

- 清朝首任出使巴西欽差大臣：曾纪泽(駐法國兼駐巴西大使)[來源請求]
  - 中國駐巴西大使列表

## 對外战争

### 对俄国
- 雅克萨之战，1652年-1689年，順治九年至康熙二十八年

### 对缅甸
- 清缅战争，1762年-1769年，乾隆二十七年至三十四年

### 对越南
- 清越战争，1788年—1789年，乾隆五十三至五十四年

### 对廓尔喀
- 廓尔喀之役，1788年，乾隆五十三年

### 对英国
- 第一次鸦片战争，1840年6月28日至1842年8月，道光二十年至二十二年

### 对英法联军
- 第二次鸦片战争，1856年10月23日至1860年，咸豐六年至十年

### 对浩罕汗国
- 新疆回亂，1864年，同治三年
- 清军收复新疆之战，1876年，光緒二年

### 对法国
- 中法战争，1883年，光緒九年

### 对日本
- 1894年7月25日，光绪二十年甲午：甲午战争

### 对八国联军
- 八国联军之役，1900年，光緒二十六年

## 清朝重要对外条约

### 条约数目统计
- 康熙朝：一条
- 雍正朝：四条
- 乾隆朝：两条
- 道光朝：八条
- 咸丰朝：十二条
- 同治朝：二十三条
- 光绪朝：一百一十七条
- 宣统朝：十九条
- 总计：一百八十六条

### 简表
自近代以來，清政府在列強的威迫下，前後被迫簽定了許多不平等條約。據統計，中國近代簽定的不平等條約共有343個，其中四十多個條約影響較大。
| 條約名稱                 | 對象國   | 清方簽約人 | 失地與租借地                       | 賠款        | 簽約日         |
| ------------------------ | -------- | ---------- | ---------------------------------- | ----------- | -------------- |
| 尼布楚條約               | 俄羅斯   | 索額圖     | 額爾古納河以北，但确立对外東北主权 |             | 1689年9月7日   |
| 恰克圖條約、布连斯奇条约 | 俄羅斯   | 策棱       | 色楞格河下游                       | 無          | 1727年9月1日   |
| 南京條約                 | 英国     | 耆英       | 香港島                             | 2100萬圓    | 1842年8月29日  |
| 南京條約續約             | 英国     | 耆英       | 無                                 | 670萬兩     | 1843年7月22日  |
| 望廈條約                 | 美国     | 耆英       | 無                                 | 無          | 1844年7月3日   |
| 虎門條約                 | 英国     | 耆英       | 無                                 | 無          | 1844年10月24日 |
| 黃埔條約                 | 法國     | 耆英       | 無                                 | 無          | 1844年10月24日 |
| 璦琿條約                 | 俄羅斯   | 奕山       | 黑龍江以北之外東北                 | 無          | 1858年5月28日  |
| 天津條約                 | 俄羅斯   | 桂良       |                                    |             | 1858年6月13日  |
| 天津條約                 | 美国     | 桂良       | 無                                 | 無          | 1858年6月18日  |
| 天津條約                 | 英国     | 桂良       | 無                                 | 400萬兩     | 1858年6月26日  |
| 天津條約                 | 法國     | 桂良       | 無                                 | 200萬兩     | 1858年6月27日  |
| 中英五口通商章程         | 英国     | 桂良       | 無                                 | 無          | 1858年11月8日  |
| 北京條約                 | 英国     | 奕訢       | 九龍半島界限街以南                 | 1300萬兩    | 1860年10月24日 |
| 北京條約                 | 法國     | 奕訢       | 無                                 | 800萬兩     | 1860年10月25日 |
| 北京條約                 | 俄羅斯   | 奕訢       | 烏蘇里江以東之外東北與庫頁島       | 無          | 1860年11月4日  |
| 中俄勘分西北界約記       | 俄羅斯   | 明誼       | 外西北                             | 無          | 1864年10月7日  |
| 中美天津條約續增條約     | 美国     | 蒲安臣     | 無                                 | 無          | 1868年7月28日  |
| 中日修好條規             | 日本     | 李鴻章     | 無                                 | 無          | 1871年8月13日  |
| 北京專約                 | 日本     | 奕訢       |                                    | 五十萬兩    | 1874年10月31日 |
| 煙台條約                 | 英国     | 李鴻章     |                                    | 20萬兩      | 1876年9月13日  |
| 伊犁條約                 | 俄羅斯   | 曾紀澤     | 新疆霍爾果斯河以西                 | 900萬盧布   | 1881年2月24日  |
| 中法會議簡明條款         | 法國     | 李鴻章     |                                    |             | 1884年11月5日  |
| 中日天津會議專條         | 日本     | 李鴻章     |                                    |             | 1885年4月18日  |
| 中法新約                 | 法國     | 李鴻章     |                                    |             | 1885年6月9日   |
| 煙台條約續增條約         | 英国     | 桂良       |                                    |             | 1885年6月9日   |
| 中葡和好通商條約         | 葡萄牙   | 奕劻       | 葡萄牙「永居管理」澳門             |             | 1887年12月1日  |
| 中英藏印條約             | 英国     | 昇泰       | 哲孟雄（今錫金）                   | 無          | 1890年3月17日  |
| 華工條約                 | 美国     | 楊儒       | 無                                 |             | 1894年3月7日   |
| 馬關條約                 | 日本     | 李鴻章     | 福建台灣省                         | 2億兩       | 1895年4月7日   |
| 遼南條約                 | 日本     | 李鴻章     | 無                                 | 3000萬兩    | 1895年11月8日  |
| 中俄密約                 | 俄羅斯   | 李鴻章     | 無                                 | 無          | 1896年6月3日   |
| 膠澳租界條約             | 德国     | 李鴻章     | 胶澳（租借99年）                   |             | 1898年3月6日   |
| 旅大租地條約             | 俄羅斯   | 李鴻章     | 旅順、大連（租借25年）             |             | 1898年3月27日  |
| 展拓香港界址專條         | 英国     | 李鴻章     | 新界（租借99年）                   |             | 1898年6月9日   |
| 訂租威海衛專條           | 英国     | 奕劻       | 威海衛（租借25年）                 |             | 1898年7月1日   |
| 廣州灣租界條約           | 法國     | 蘇元春     | 廣州灣（租借99年）                 |             | 1899年11月6日  |
| 辛丑條約                 | 八國聯軍 | 李鴻章     |                                    | 4億5000萬兩 | 1901年9月7日   |
| 中日會議東三省事宜條約   | 日本     | 袁世凱     | 營口、安東和奉天之日租借           | 無          | 1905年12月22日 |
| 中英續訂藏印條約         | 英国     | 唐紹儀     |                                    |             | 1906年4月27日  |

### 清朝重要对外条约介绍

#### 道光之前
1689年，康熙二十八年，《尼布楚条约》
- 条约：《尼布楚条约》
- 时间：1689年，康熙二十八年
- 地点：
- 代表：清：索额图、佟国纲；俄：费耀多罗
- 内容：
  - 划分黑龙江地区边境

1727年，雍正五年，《布连斯奇条约》，《恰克图条约》
- 条约：《布连斯奇条约》，《恰克图条约》
- 时间：1727年，雍正五年
- 地点：
- 代表：清：策凌；俄：萨瓦
- 内容：
  - 划分乌里雅苏台地区边境

#### 道光時期
1842年，道光廿二年，《中英南京条约》
- 条约：《中英南京条约》，又名《南京条约》、《江宁条约》
- 时间：1842年8月29日（道光二十二年七月二十四日）
- 地点：英军旗舰“康华丽号”上
- 代表：英国代表璞鼎查，清廷代表钦差大臣耆英
- 内容：
  - 割让香港岛
  - 赔款2100万银元
  - 五口通商（广州、厦门、福州、宁波、上海）
  - 关税由双方共同协定

1843年，道光廿三年，《中英五口通商章程》
- 条约：《中英五口通商章程》
- 时间：1843年7月22日
- 地点：
- 代表：清朝：钦差大臣耆英；英國：陸軍少將璞鼎查
- 内容：

1843年，道光廿三年，《中英虎门条约》
- 条约：《中英虎门条约》
- 时间：1843年10月8日
- 地点：
- 代表：清朝：钦差大臣耆英、程矞采；英國：陸軍少將璞鼎查
- 内容：
  - 英国可以在通商口岸设立租借
  - 英国享有领事裁判权、最惠国待遇

1844年，道光廿四年，《中美望厦条约》
- 条约：《中美望厦条约》
- 时间：1844年
- 地点：葡屬澳門望廈村
- 代表：清朝：兩廣總督耆英；美國：特使顧盛
- 内容：
  - 取得《中英南京条约》及其附件的各种特权
  - 扩大领事裁判权
  - 关税协定
  - 美舰可以出入通商口岸
  - 美国可以在通商口岸设立教堂

1844年，道光廿四年，《中法黄埔条约》
- 条约：《中法黄埔条约》
- 时间：1844年
- 地点：
- 代表：	清朝：兩廣總督耆英；法國特使兼全權公使拉萼尼
- 内容：
  - 取得英、美两国在中国享有的权利
  - 要求清朝地方官严惩触犯法国通商口岸教堂之人

#### 咸豐時期
1858年，咸丰八年，《中俄瑷珲条约》
- 条约：《中俄瑷珲条约》，又名《瑷珲条约》、《中俄瑷珲和约》
- 时间：1858年5月28日
- 地点：	大清璦琿
- 代表：清朝：奕山；俄国：尼古拉·穆拉维约夫
- 内容：
  - 清朝割让《尼布楚条约》规定为中国领土的黑龙江以北、外兴安岭以南约六十万平方公里土地。
  - 两国共管乌苏里江以东约四十万平方公里领土。

1858年，咸丰八年，《中俄天津条约》
- 条约：《中俄天津条约》（《天津条约》）
- 时间：1858年6月13日
- 地点：	大清直隸省天津府海光寺
- 代表：清朝：桂良、花沙納；俄國：普提雅廷
- 内容：
  - 俄国取得陆路通商权、沿海口岸通商权
  - 俄国取得通商口岸停泊军舰权
  - 俄国取得内地传教权
  - 俄国取得领事裁判权
  - 俄国取得最惠国待遇

1858年，咸丰八年，《中美天津条约》
- 条约：《中美天津条约》，原称《中美和好条约》（《天津条约》）
- 时间：1858年6月18日
- 地点：
- 代表：清朝：桂良、花沙納；美國：列衛廉
- 内容：
  - 公使进驻北京
  - 增开汉口、九江、南京等十处通商口岸
  - 内陆传教权
  - 外国人可以在内地游历、经商
  - 外国商船、军舰可以在长江口岸自由航行

1858年，咸丰八年，《中英天津条约》
- 条约：《中英天津条约》（《天津条约》）
- 时间：1858年6月26日
- 地点：
- 代表：清朝：桂良、花沙納；英國：額爾金
- 内容：
  - 公使进驻北京
  - 增开汉口、九江、南京等十处通商口岸
  - 内陆传教权
  - 外国人可以在内地游历、经商
  - 外国商船、军舰可以在长江口岸自由航行
  - 赔偿英军军费白银二百万两
  - 赔偿英商损失白银二百万两

1858年，咸丰八年，《中法天津条约》
- 条约：《中法天津条约》，原称《和约章程》（《天津条约》）
- 时间：1858年6月27日
- 地点：
- 代表：清朝：桂良、花沙納；法國：葛羅
- 内容：
  - 公使进驻北京
  - 增开汉口、九江、南京等十处通商口岸
  - 内陆传教权
  - 外国人可以在内地游历、经商
  - 外国商船、军舰可以在长江口岸自由航行
  - 赔偿法军军费白银二百万两

1858年，咸丰八年，《中英通商章程善后条约》
- 条约：《中英通商章程善后条约》，又称《中英通商章程》，为《中英天津条约》的补充条款（《天津条约》）
- 时间：1858年11月8日
- 地点：
- 代表：
- 内容：

1860年，咸丰十年，《中英北京条约》
- 条约：《中英北京条约》，统称《北京条约》
- 时间：1860年10月24日，咸丰十年九月十一日
- 地点：	大清北京
- 代表：清朝：和碩恭親王奕訢；英國：額爾金伯詹姆士·布魯斯
- 内容：
  - 割让九龙、尖沙咀
  - 《天津条约》继续有效
  - 增开天津为商埠
  - 追加《中英天津条约》中军费赔款额至八百万两

1860年，咸丰十年，《中法北京条约》
- 条约：《中法北京条约》，统称《北京条约》
- 时间：1860年10月25日
- 地点：	大清北京
- 代表：
- 内容：
  - 《天津条约》继续有效
  - 增开大连为商埠
  - 追加《中法天津条约》中军费赔款额至八百万两

1860年，咸丰十年，《中俄北京条约》
- 条约：《中俄北京条约》，统称《北京条约》
- 时间：1860年11月14日
- 地点：
- 代表：
- 内容：
  - 清政府承认《中俄瑷珲条约》的有效性
  - 割让乌苏里江以东，包括库页岛在内的大约四十万平方公里的中国领土给俄国
  - 开商埠

#### 光緒時期
1885年，光绪十一年，《中日天津会议专条》
- 条约：《中日天津会议专条》，又名《天津条约》或《朝鲜撤兵条约》
- 时间：1885年4月18日，光绪十一年三月初四
- 地点：天津
- 代表：清朝：李鴻章；日本：伊藤博文
- 内容：
  - 议定两国撤兵日期
  - 中、日均勿派员在朝教练
  - 朝鲜若有变乱重大事件，两国或一国要派兵，应先互行文知照

1895年，光绪二十一年，《马关条约》
- 条约：《马关条约》，原名《马关新约》，日本称《下关条约》、《日清讲和条约》
- 时间：1895年4月17日，光绪二十一年三月二十三日
- 地点：日本山口縣赤間關市（今山口縣下關市）春帆樓
- 代表：清朝：李鸿章、李经芳；日本：伊藤博文、陆奥宗光
- 内容：
  - 甲午战争结束
  - 清朝从朝鲜撤军，放弃宗主国地位，承认朝鲜独立
  - 清朝割让辽东半岛（后根据《辽南条约》赎回）
  - 清朝割让福建台湾省全境（含澎湖列岛）
  - 清朝赔款白银两万万两
  - 清朝开放沙市、重庆、苏州、杭州为商埠
  - 允许日本人在中国通商口岸设立领事馆和工厂及输入各种机器
  - 彼此的最惠国待遇
  - 中国不得逮捕为日本军队服务的人员
  - 原台湾省内中国居民，两年之内任便变卖产业搬出界外，逾期未迁者，将被视为日本臣民
  - 条约批准后两个月内，两国派员赴台办理移交手续

1901年，光绪二十七年，《辛丑条约》
- 条约：《Austria-Hungary, Belgium, France, Germany, Great Britain, Italy, Japan, Netherland, Russia, Spain, United States and China-Final Protocol for the Settlement of the Disturbances of 1900》（以法文为准）。中方称《辛丑条约》，亦称《辛丑各国和约》、《北京议定书》
- 时间：1901年9月7日，光绪二十七年辛丑七月二十五日
- 地点：
- 代表：清朝：庆亲王奕劻、北洋大臣李鸿章；英国、美国、日本、俄国、法国、德国、意大利、奥匈帝国、比利时、西班牙、荷兰十一国驻中国大使。
- 起因：义和团运动失败，八国联军攻入北京后签订的不平等条约。
- 内容：
  - 第六款，庚子赔款，约折合3.33亿1901年美元
  - 第七款，北京的大使馆区内中国人不得居住，各国可以派兵保护。
  - 第八款，大沽炮台以及北京到天津之间的炮台一律拆毁。
  - 第九款，外国可以在北京至山海关之间驻扎军队。

1906年，光绪三十二年，《中英续订藏印条约》
- 条约：《中英续订藏印条约》，又称《中英新訂藏印條約》
- 时间：1906年4月27日，光绪三十二年四月初四日
- 地点：北京
- 代表：清朝：唐绍仪；英国：萨道义
- 内容：
  - 英国允不占并藏境及不干涉西藏一切政治；中国应允不准他外国干涉藏境及其一切内治。

## 租借地
清朝的外國租借地主要有新界（英租）、 威海衛（英租）、 胶澳（德租） 、关东州（日租） 、广州湾（法租）。

## 外交機構

### 清朝外事机构
- 理藩院 (1644年-1906年)
- 总理各国事务衙门 (1861年-1911年)
- 外务部 (1900年-1912年)

### 外交要员
- 索额图
- 李鸿章
- 曾纪泽

### 外国驻华办事机构
- 英国驻华商务总监

### 引用
1. ↑  尤淑君：《宾礼到礼宾：外使觐见与晚清涉外体制的变化》，北京：社会科学文献出版社，2013年。
2. ↑  孙喆; 王江. . 中国边疆史地研究. 2006, (12).
3. ↑  王希隆. . 《兰州大学学报（社科版）》. 1996, (2)  [2023-01-13]. （原始内容存档于2023-01-13）.
4. ↑  馬靖妮. . 中央民族大學博士學位論文. : 第35頁.
5. ↑  .   [2011-04-17]. （原始内容存档于2009-12-28）.
6. ↑  李英顺. . 北京: 中国社会科学出版社. 2011年12月. ISBN 978-7-5161-0362-3.
7. ↑  . 澎湃.   [2024-05-17]. （原始内容存档于2024-05-17）.
8. ↑  宋成有. . 北京大学出版社. 2006: 284. ISBN 9787301107195.
9. ↑  冯佐哲. . 社会科学文献出版社. 2011: 143. ISBN 9787509724033.
10. ↑  林春勝, 林信篤. . 浦廉一校勘. 1958: 1732.
11. ↑  奥匈帝国在清朝旧译名为奥斯马加（匈牙利-马扎儿/马加），同治八年（1869年）清朝与奥斯马加签订了“和约四十五款，通商章程九款，税则一册”见《清史稿·邦交八 （页面存档备份，存于）》。
12. ↑  《清朝條約全集(影印本全3卷)》，黑龍江人民出版社
13. ↑  .   [2011-04-16]. （原始内容存档于2013-06-17）.
14. ↑  劉遠圖. . 北京: 中國社會科學出版社. 1993.

### 外部連結
书籍
- 《清朝条约全集》 黑龙江人民出版社出版
- 《大改革家雍正》

1. ↑  东龟年：《兰田文集》二稿，卷1，心赋一节。转引自中村久四郎：《史学杂志》第25编，第2号，第12页